# Ghadana av Armenien
Ghadana av Armenien, död efter 135/138, var en drottning av Kungadömet Iberien som gift med Pharasmanes II den tappre.  Hon var regent under sin sonson Pharasmanes III:s omyndighet från 135/138. 